# Région Nord (Portugal)
Pour les articles homonymes, voir Région Nord.
La région Nord ou région du Nord (en portugais: Região do Norte) est une région portugaise qui comprend la totalité des districts de Viana do Castelo, de Braga, de Porto, de Vila Real et de Bragance ainsi qu'une fraction des districts d'Aveiro, de Viseu et de Guarda, comptabilisant un nombre de 86 municipalités (27,8 % du total national). Cette région d'une superficie de 21 278 km2 (24 % du Portugal continental) pour une population de 3 689 713 habitants (35 % du Portugal continental) en 2011 (ayant ainsi une densité de population de 173 hab/km2) est la région la plus au nord du pays et est limitrophe :
- au nord, de la région autonome espagnole de Galice,
- à l'est, de la région autonome espagnole de Castille-et-León,
- au sud, de la région Centre,
- et à l'ouest, elle dispose en outre d'une façade maritime sur l'océan Atlantique.

La région Nord, qui a pour capitale régionale la ville de Porto, est subdivisée en huit sous-régions, unités territoriales statistiques de niveau 3 (NUTS 3) : celles d'Ave, de Cávado, du Douro, d'Entre Douro et Vouga (en portugais : Entre Douro e Vouga), du Grand Porto (en portugais : Grande Porto), du Haut Trás-os-Montes (en portugais : Alto Trás-os-Montes), de Minho-Lima et de Tâmega.

## Histoire

### Antiquité
Le territoire du Nord du Portugal actuel fut à l'origine peuplé par des populations qui se développèrent localement à l'époque du Paléolithique, et qui furent à l'origine des gravures rupestres du Vale do Côa. Les Celtes ont émigré d'Europe Centrale vers 550 av. J.-C., époque à laquelle se développe une culture connue comme la culture des castros. Ils étaient organisées en gentes. Cette organisation sociale et son naturel bellicisme permirent à ces peuples de résister avec ténacité aux envahisseurs romains[réf. nécessaire]. Decimus Junius Brutus, après la conquête de la région résistant encore à l'occupation romaine, prend le nom de Callaicus (le Galicien). Le territoire du sud du Douro jusqu'à la mer de Galice était connu sous le nom de Gallaecia bracarense. De la province romaine du même nom faisait également partie la Gallaecia Lucense et la Gallaecia Asturicense. Les Suèves fondèrent un royaume, dont la capitale était Bracara (Braga), englobant la Galice et ayant comme limite le Tage dans son extension la plus grande ; les Wisigoths conquirent politiquement ce royaume en 580, en jouissant néanmoins d'une grande autonomie à l'intérieur de l'espace wisigoth péninsulaire. Mais plus tard envahie par les Maures, la reconquête des terres perdues par eux rapidement (en 750) furent récupérées et rattachées au Royaume de Galice. Le comté du Portugal ou comté Portucalense vint s'établir après la reconquête de Porto par Vímara Peres, en 868, comme parcelle de ce royaume.

### Formation et consolidation du royaume
Bien que l'existence d'une population à l'embouchure du Douro durant la période romaine est confirmée, il n'en va pas de même pour la localiser exactement ; le Parochiale Suevorum, étudié par Pierre David[Lequel ?] après son identification par le professeur Avelino de Jesus da Costa, se réfère, des siècles après, à un peuple qui se désigné comme PORTVCALE CASTRVM ANTIQVVM, dans la rive gauche, et l'autre, le PORTVCALE CASTRVM NOVVUM, à droite.
Quant au domaine des Suèves, Portucale fut le théâtre de divers événements, dont l'emprisonnement de Rechiaire,  l'invasion de Théodoric Ier en  (457), la révolte de  Agiulf, qui prétendait être acclamé roi et fut exécuté, et l'ultime bataille (585), d'Andeca, dernier roi suève en Galice, vaincu par Leovigildo.
Quant à la conquête musulmane de l'Hispanie, Portucale était déjà, dès la seconde moitié du VIe siècle, la capitale du Diocèse de Portucalense, situé dans la province de Gallaecia, et ayant comme métropolitain l'évêque de Braga. Après l'invasion, le diocèse ne survécut pas, et fut à peine restauré après la reconquête de Porto, en 868.
Le Portugal se constitua en royaume indépendant avec Alphonse Ier ; durant son règne il conquit une grande partie du territoire sur les musulmans à partir du nord du Portugal.